# Серицитизація
Серицитизація (англ. sericitization; нім. Serizitisation f, Serizitisierung f) – процес метасоматичної зміни гірських порід під впливом середньотемпературних гідротермальних розчинів, який полягає в гідролітичному розкладі мінералів – алюмосилікатів і силікатів, передусім польових шпатів (особливо плагіоклазів) з заміщенням їх аґреґатом серициту з кварцом, іноді з хлоритами, карбонатами, піритом.
Серицитизація – один з найбільш поширених процесів зміни порід, які вміщають гідротермальні родов. руд Cu, Zn, Pb, Ag, Mo, As, Hg, Sb та ін. Серицитизація особливо типова для утворення березитів і вторинних кварцитів.